# (32640) 2531 P-L
2531 P-L (asteroide 32640) é um asteroide da cintura principal. Possui uma excentricidade de 0.22074310 e uma inclinação de 6.77525º.
Este asteroide foi descoberto no dia 24 de setembro de 1960 por Cornelis Johannes van Houten e Ingrid van Houten-Groeneveld e Tom Gehrels em Palomar.